# Макбет (фільм, 2015)
«Макбет» (англ. Macbeth) — британська військова кінодрама режисера Джастіна Курзеля, що вийшла 2015 року. У головних ролях Майкл Фассбендер, Маріон Котіяр, Педді Консідайн. Стрічку створено на основі п'єси «Макбет» Вільяма Шекспіра.
Вперше фільм продемонстрували 23 травня 2015 року у Франції на 68-ому Каннському кінофестивалі. В Україні у кінопрокаті показ фільму має розпочатися 26 листопада 2015 року.

## Сюжет
У Шотландії XI століття вирує громадянська війна, у якій бере участь лорд Макбет. Та одного дня він зустрів трьох відьом, що напророкували йому королівський трон. Але як Макбет може стати королем, якщо він сам підтримує теперішнього короля Дункана у війні? Дружина лорда леді Макбет заворожена пророцтвом і намагається його втілити у життя, спонукаючи свого чоловіка до дій. Пізніше замок Макбета відвідує король, а лорд, засліплений амбіціями, власноручно його вбиває і стає королем.

## Творці фільму

### Знімальна група
- Кінорежисер — Джастін Курзель,
- Сценаристи — Джейкоб Коскофф, Майкл Леслі, Тодд Луїзо,
- Кінопродюсери — Ієн Каннінґ, Лаура Гастінгс-Сміт і Еміль Шерман,
- Виконавчі продюсери — Олів'є Курсон, Денні Перкінс і Тесса Росс.
- Композитор: Джед Карзел,
- Кінооператор — Адам Аркапов,
- Кіномонтаж: Кріс Діккенс.
- Підбір акторів — Джина Джей,
- Художник-постановник: Фіона Кромбі,
- Артдиректори: Лорен Бріґґс-Міллер, Нік Дент, Ребекка Мілтон і Марко Антон Ресіво,
- Художник по костюмах — Жаклін Дюрран[7].

### У ролях
| Актор            | Роль                                                 |
| ---------------- | ---------------------------------------------------- |
| Майкл Фассбендер | Макбет, дворянин, генерал в армії Короля             |
| Маріон Котіяр    | Леді Макбет, дружина Макбета                         |
| Педді Консідайн  | Банко, лорд, генерал в армії Короля, союзник Макбета |
| Шон Гарріс       | Макдуфф, лорд, тан вогню                             |
| Джек Рейнор      | Малькольм, старший син короля Дункана                |
| Елізабет Дебікі  | леді Макдуф                                          |
| Девід Тьюліс     | король Дункан                                        |
| Девід Хеймен     | Леннокс                                              |
| Гілтон Макрей    | Макдонвальд                                          |

## Сприйняття

### Критика
Фільм отримав позитивні відгуки: Rotten Tomatoes дав оцінку 87 % на основі 53 відгуків від критиків (середня оцінка 7,6/10). Загалом на сайті фільми має позитивний рейтинг, фільму зарахований «стиглий помідор» від кінокритиків, Internet Movie Database — 7,5/10 (7 000 голосів), Metacritic — 85/100 (12 відгуків критиків). Загалом на цьому ресурсі від критиків фільм отримав позитивні відгуки.

### Касові збори
Під час показу у Великій Британії, що розпочався 2 жовтня 2015 року, протягом першого тижня фільм був показаний у 399 кінотеатрах і зібрав 832 990 $, що дозволило йому серед тогочасних прем'єр посісти 2 місце. Станом на 19 листопада 2015 року показ фільму триває 7 тижнів, зібравши за цей час у прокаті у Великій Британії 4 231 603 доларів США (за іншими даними 4 221 177$.

### Нагороди і номінації
| Нагороди і номінації фільму «Макбет» | Нагороди і номінації фільму «Макбет» | Нагороди і номінації фільму «Макбет» | Нагороди і номінації фільму «Макбет» | Нагороди і номінації фільму «Макбет» |
| Рік                                  | Нагорода                             | Категорія                            | Номінант                             | Результат                            |
| ------------------------------------ | ------------------------------------ | ------------------------------------ | ------------------------------------ | ------------------------------------ |
| 2015                                 | Каннський кінофестиваль              | Золота пальмова гілка                | Джастін Курзель                      | Номінація                            |
| 2015                                 | Кінофестиваль у Сіджасі              | Найкращий художній фільм             | Джастін Курзель                      | Номінація                            |

## Музика
Музику до фільму «Макбет» написав Джед Карзел, саундтрек вийшов 2 жовтня 2015 року лейблом «Decca/London».
| Список треків | Список треків             | Список треків |
| #             | Назва                     | Тривалість    |
| ------------- | ------------------------- | ------------- |
| 1.            | «The Child, Pt.1»         |               |
| 2.            | «The Child, Pt.2»         |               |
| 3.            | «The Battle»              |               |
| 4.            | «First Apparition»        |               |
| 5.            | «Supernatural Soliciting» |               |
| 6.            | «The Letter»              |               |
| 7.            | «The Dagger»              |               |
| 8.            | «Dunsinane»               |               |
| 9.            | «Banquo’s Death»          |               |
| 10.           | «Second Apparition»       |               |
| 11.           | «Murder»                  |               |
| 12.           | «Inverness»               |               |
| 13.           | «Spot»                    |               |
| 14.           | «The Yellow Leaf»         |               |
| 15.           | «Turn Hell Hound»         |               |
| 16.           | «Macbeth»                 | 4:37          |
| 17.           | «Epilogue»                |               |
| 18.           | «Landscapes»              |               |
| 19.           | «Blood»                   |               |
| 1:01:55       |                           |               |

### Виноски
1. 1 2  Macbeth: Release Info (англ.). Internet Movie Database. Архів оригіналу за 26 березня 2016. Процитовано 19 листопада 2015.
2. 1 2  Макбет. Kino-teatr.ua. Архів оригіналу за 6 грудня 2015. Процитовано 19 листопада 2015.
3. ↑  Andreas Wiseman (12 травня 2015). Justin Kurzel, 'Macbeth' (англ.). Screen International. Архів оригіналу за 20 листопада 2015. Процитовано 19 листопада 2015.
4. ↑  Macbeth (2015) (англ.). Box Office Mojo. Архів оригіналу за 20 листопада 2015. Процитовано 19 листопада 2015.
5. ↑  Macbeth (2015) (англ.). The Numbers. Архів оригіналу за 12 листопада 2015. Процитовано 19 листопада 2015.
6. 1 2  Macbeth (англ.). Internet Movie Database. Архів оригіналу за 18 листопада 2015. Процитовано 19 листопада 2015.
7. 1 2  Macbeth: Full Cast & Crew (англ.). Internet Movie Database. Архів оригіналу за 13 квітня 2016. Процитовано 19 листопада 2015.
8. ↑  Macbeth (англ.). Rotten Tomatoes. Архів оригіналу за 15 листопада 2015. Процитовано 19 листопада 2015.
9. ↑  Macbeth (англ.). Metacritic. Архів оригіналу за 18 листопада 2015. Процитовано 19 листопада 2015.
10. ↑  Macbeth (2015). United Kingdom Weekend Box Office (англ.). Box Office Mojo. Архів оригіналу за 5 січня 2016. Процитовано 19 листопада 2015.
11. ↑  United Kingdom Box Office for Macbeth (2015) (англ.). The Numbers. Архів оригіналу за 17 лютого 2016. Процитовано 19 листопада 2015.
12. ↑  Macbeth: Awards (англ.). Internet Movie Database. Архів оригіналу за 13 квітня 2016. Процитовано 19 листопада 2015.
13. ↑  http://www.nytimes.com/2015/12/04/movies/review-macbeth-starring-michael-fassbender-awash-in-gorgeous-carnage.html
14. ↑  http://www.imdb.com/title/tt2884018/
15. ↑  filmmusicreporter (18 вересня 2015). Justin Kurzel’s ‘Macbeth’ Soundtrack Details (англ.). Film Music Reporter. Архів оригіналу за 20 листопада 2015. Процитовано 20 листопада 2015.
16. ↑  Macbeth (Original Motion Picture Soundtrack) (англ.). Amazon.com, Inc. Процитовано 20 листопада 2015.